# Indonesia Open 1989
Die Indonesia Open 1989 waren eines der Top-10-Turniere des Jahres im Badminton in Asien. Sie fanden Mitte November 1989 in Pontianak statt.

## Sieger und Platzierte
| Disziplin    | Gold                                 | Silber                         | Bronze                               |
| ------------ | ------------------------------------ | ------------------------------ | ------------------------------------ |
| Herreneinzel | Xiong Guobao                         | Joko Suprianto                 | Yang Yang                            |
| Herreneinzel | Xiong Guobao                         | Joko Suprianto                 | Wu Wenkai                            |
| Dameneinzel  | Huang Hua                            | Susi Susanti                   | Sarwendah Kusumawardhani             |
| Dameneinzel  | Huang Hua                            | Susi Susanti                   | Helen Troke                          |
| Herrendoppel | Rudy Gunawan Eddy Hartono            | Jalani Sidek Razif Sidek       | Chen Hongyong Chen Kang              |
| Herrendoppel | Rudy Gunawan Eddy Hartono            | Jalani Sidek Razif Sidek       | Huang Zhanzhong Zheng Yumin          |
| Damendoppel  | Erma Sulistianingsih Rosiana Tendean | Verawaty Fajrin Yanti Kusmiati | Gillian Clark Gillian Gowers         |
| Damendoppel  | Erma Sulistianingsih Rosiana Tendean | Verawaty Fajrin Yanti Kusmiati | Maria Bengtsson Astrid van der Knaap |
| Mixed        | Eddy Hartono Verawaty Fajrin         | Rudy Gunawan Rosiana Tendean   | Aryono Miranat Minarti Timur         |
| Mixed        | Eddy Hartono Verawaty Fajrin         | Rudy Gunawan Rosiana Tendean   | Richard Mainaky Yanti Kusmiati       |

## Finalresultate
| Disziplin    | Sieger                               | Finalist                       | Ergebnis   |
| ------------ | ------------------------------------ | ------------------------------ | ---------- |
| Herreneinzel | Xiong Guobao                         | Joko Suprianto                 | 15-0, 15-4 |
| Dameneinzel  | Susi Susanti                         | Huang Hua                      | 11-7, 11-0 |
| Herrendoppel | Rudy Gunawan Eddy Hartono            | Jalani Sidek Razif Sidek       | 15–9, 15–7 |
| Damendoppel  | Erma Sulistianingsih Rosiana Tendean | Verawaty Fajrin Yanti Kusmiati | 15-7, 15-9 |
| Mixed        | Eddy Hartono Verawaty Fajrin         | Rudy Gunawan Rosiana Tendean   | 15–7, 15–2 |

## Resultate

### Herreneinzel
- Yang Yang –  Eddy: 15-2 / 15-1
- Donny Rasmin –  Cheah Soon Kit: 15-9 / 2-0
- Sompol Kukasemkij –  Dodi Setiadi: 15-2 / 15-2
- Eddy Kurniawan –  Chow Kin Man: 15-9 / 15-2
- Alan Budikusuma –  Didit Suluh Patria: 15-12 / 15-9
- Ib Frederiksen –  Reony Mainaky: 18-13 / 15-2
- Foo Kok Keong –  Rusmanto: 15-7 / 15-10
- Hengky Irawan –  Pramote Teerawiwatana: 15-7 / 15-5
- Joko Suprianto –  Chan Kin Ngai: 15-1 / 15-3
- Kim Siong –  Shum Man Kin: 15-11 / 15-12
- Hermawan Susanto –  Surachai Makkasasithorn: 15-1 / 15-12
- Yanto Febiyanto –  Ong Ewe Chye: 15-7 / 15-6
- Wu Wenkai –  Iguh Donolego: 15-8 / 15-2
- Bambang Suprianto –  Chandra Berata: 15-6 / 15-12
- Darren Hall –  Paulus Usman: 15-3 / 14-17 / 15-9
- Syarif –  Chan Siu Kwong: 7-15 / 15-13 / 15-1
- Aras Razak –  Rexy Mainaky: 15-10 / 17-16
- Rashid Sidek –  M. Safari: 15-2 / 15-4
- Xiong Guobao –  Vacharapan Khamthong: 15-12 / 15-5
- Fung Permadi –  Tjio Kai Sing: w.o.
- Ali Taufik - -: w.o.
- Steve Baddeley –  Sony Boy Tumowan: w.o.
- F. Hergiono –  Afriyanto: w.o.
- Agus Efendi –  Herry Sulistiono: w.o.
- Ardy Wiranata –  Musrifin Madek: w.o.
- Bram Fernardin –  Pär-Gunnar Jönsson: w.o.
- Ejv Wijanarko –  Hendra Jaya: w.o.
- Icuk Sugiarto –  Candra Wijaya: w.o.
- Nunung Mudijanto –  Steve Butler: w.o.
- Yang Yang –  Donny Rasmin: 15-1 / 15-4
- Sompol Kukasemkij –  Fung Permadi: 18-13 / 5-15 / 15-13
- Eddy Kurniawan –  Ali Taufik: 15-9 / 15-2
- Steve Baddeley –  F. Hergiono: 3-15 / 15-8 / 15-11
- Alan Budikusuma –  Agus Efendi: 15-4 / 15-7
- Foo Kok Keong –  Hengky Irawan: 15-6 / 15-2
- Hermawan Susanto –  Kim Siong: 15-3 / 15-5
- Wu Wenkai –  Yanto Febiyanto: 15-9 / 15-4
- Bambang Suprianto –  Darren Hall: 15-6 / 15-6
- Bram Fernardin –  Syarif: 15-10 / 15-2
- Icuk Sugiarto –  Ejv Wijanarko: 15-2 / 15-0
- Rashid Sidek –  Aras Razak: 18-15 / 15-9
- Xiong Guobao –  Nunung Mudijanto: 15-3 / 15-3
- Ib Frederiksen –  Juang Jayadi: w.o.
- Joko Suprianto –  Luluk Hadiyanto: w.o.
- Yang Yang –  Sompol Kukasemkij: 15-10 / 15-2
- Eddy Kurniawan –  Steve Baddeley: 15-0 / 15-3
- Alan Budikusuma –  Ib Frederiksen: 15-11 / 15-9
- Joko Suprianto –  Foo Kok Keong: 15-8 / 15-12
- Wu Wenkai –  Hermawan Susanto: 15-10 / 15-6
- Bambang Suprianto –  Ardy Wiranata: 15-10 / 11-15 / 15-8
- Icuk Sugiarto –  Bram Fernardin: 15-8 / 6-15 / 15-6
- Xiong Guobao –  Rashid Sidek: 15-2 / 15-10
- Yang Yang –  Eddy Kurniawan: 17-15 / 15-7 / 15-11
- Joko Suprianto –  Alan Budikusuma: 15-11 / 15-5
- Wu Wenkai –  Bambang Suprianto: 15-5 / 15-7
- Xiong Guobao –  Icuk Sugiarto: 15-10 / 15-9

|  | Halbfinale | Halbfinale     | Halbfinale | Halbfinale | Halbfinale |  |  | Finale | Finale         | Finale | Finale | Finale |
|  |            |                |            |            |            |  |  |        |                |        |        |        |
|  |            |                |            |            |            |  |  |        |                |        |        |        |
|  |            | Yang Yang      | 8          | 9          |            |  |  |        |                |        |        |        |
|  |            | Joko Suprianto | 15         | 15         |            |  |  |        |                |        |        |        |
|  |            |                |            |            |            |  |  |        | Joko Suprianto | 0      | 4      |        |
|  |            |                |            |            |            |  |  |        | Xiong Guobao   | 15     | 15     |        |
|  |            | Wu Wenkai      | 5          | 9          |            |  |  |        |                |        |        |        |
|  |            | Xiong Guobao   | 15         | 15         |            |  |  |        |                |        |        |        |
|  |            |                |            |            |            |  |  |        |                |        |        |        |

### Dameneinzel
- Shi Xiaohui –  Sherly: 11-3 / 11-7
- Hariati –  Any: 11-2 / 11-2
- Catherine –  Pornsawan Plungwech: 11-2 / 12-10
- K. Hermini –  Sri Unari Rini: 11-3 / 11-1
- Astrid van der Knaap –  Lee Wai Leng: 11-1 / 12-10
- Selvie Kartenegara –  Roni Handayani: 11-7 / 11-0
- Asih Triani –  Lim Siew Choon: 11-3 / 11-1
- Jaroensiri Somhasurthai –  Wiwin Windari: 11-5 / 11-4
- Irawati Darmawan –  Nunung Mudijanto: 11-2 / 11-4
- Swa Cahayawati –  Amy Chan: w.o.
- Yuliani Santosa –  Ayu Rizki: w.o.
- Christine Magnusson –  Rosalina Riseu: w.o.
- Fenny Natalia –  Kho Mei Hwa: w.o.
- Lim Xiaoqing –  Liliwati: w.o.
- Susi Susanti –  Ivonne Onibala: w.o.
- Huang Hua –  Tan Sui Hoon: 11-3 / 11-3
- Yuni Kartika –  Lina: 11-7 / 11-5
- Eline Coene –  Ladawan Mulasartsatorn: 11-9 / 11-5
- Lilik Sudarwati –  Swa Cahayawati: 11-1 / 11-4
- Shi Xiaohui –  Hariati: 11-3 / 11-2
- Catherine –  Christine Magnusson: 11-9 / 11-12 / 12-9
- Sarwendah Kusumawardhani –  K. Hermini: 11-1 / 11-5
- Astrid van der Knaap –  Fenny Natalia: 11-8 / 11-6
- Lim Xiaoqing –  Selvie Kartenegara: 11-9 / 11-1
- Jaroensiri Somhasurthai –  Asih Triani: 11-8 / 12-9
- Susi Susanti –  Irawati Darmawan: 11-4 / 11-3
- Minarti Timur –  Plernta Boonyarit: 11-5 / 11-1
- Helen Troke –  Tan Lee Wai: 11-0 / 11-4
- Erica van den Heuvel –  Eny Oktaviani: 11-8 / 11-4
- Zhou Lei –  Zelin Resiana: 11-5 / 12-10
- Huang Hua –  Yuni Kartika: 12-11 / 11-0
- Eline Coene –  Lilik Sudarwati: 11-5 / 11-7
- Shi Xiaohui –  Yuliani Santosa: 11-7 / 11-4
- Sarwendah Kusumawardhani –  Catherine: 11-6 / 11-1
- Astrid van der Knaap –  Lim Xiaoqing: 11-7 / 2-11 / 11-7
- Susi Susanti –  Jaroensiri Somhasurthai: 11-2 / 11-6
- Helen Troke –  Minarti Timur: 7-11 / 12-11 / 11-6
- Zhou Lei –  Erica van den Heuvel: 11-5 / 12-10
- Huang Hua –  Eline Coene: 11-0 / 11-3
- Sarwendah Kusumawardhani –  Shi Xiaohui: 11-5 / 11-3
- Susi Susanti –  Astrid van der Knaap: 11-2 / 1-0
- Helen Troke –  Zhou Lei: 12-11 / 11-6

|  | Halbfinale | Halbfinale               | Halbfinale | Halbfinale | Halbfinale |  |  | Finale | Finale       | Finale | Finale | Finale |
|  |            |                          |            |            |            |  |  |        |              |        |        |        |
|  |            |                          |            |            |            |  |  |        |              |        |        |        |
|  |            | Huang Hua                | 11         | 12         |            |  |  |        |              |        |        |        |
|  |            | Sarwendah Kusumawardhani | 5          | 9          |            |  |  |        |              |        |        |        |
|  |            |                          |            |            |            |  |  |        | Huang Hua    | 7      | 0      |        |
|  |            |                          |            |            |            |  |  |        | Susi Susanti | 11     | 11     |        |
|  |            | Susi Susanti             | 11         | 7          | 11         |  |  |        |              |        |        |        |
|  |            | Helen Troke              | 5          | 11         | 2          |  |  |        |              |        |        |        |
|  |            |                          |            |            |            |  |  |        |              |        |        |        |

### Herrendoppel
- D. Igah /  Faris Mawardi –  Agus Efendi /  Handy: 15-1 / 15-5
- Imay Hendra /  U. Setiadi –  Musrifin Madek /  Murjaliansyah: 15-1 / 15-5
- Ricky Subagja /  Wunung –  Dharma Gunawi /  Haryadi Herry: 15-12 / 15-6
- Iie Sumirat /  A. P. Undang –  Ferdy Limpele /  Sony Boy Tumowan: w.o.
- Reony Mainaky /  George Thomas –  Benz /  Hariedy: w.o.
- Jalani Sidek /  Razif Sidek –  Tjio Kai Sing /  Syarwani: 15-3 / 15-6
- Surachai Makkasasithorn /  Pramote Teerawiwatana –  Hok Seng Liem /  Yudi Yudono: 13-15 / 15-1 / 15-5
- Richard Mainaky /  Aryono Miranat –  Masjaya /  Denny Samuel Sandy: 15-7 / 15-4
- Chan Chi Choi /  Chan Siu Kwong –  Didit Suluh Patria /  Uwin: 15-11 / 15-7
- Huang Zhanzhong /  Zheng Yumin –  Daniel Hartoko /  Ali Taufik: 15-8 / 15-4
- Jan-Eric Antonsson /  Pär-Gunnar Jönsson –  Iie Sumirat /  A. P. Undang: 15-13 / 15-8
- Imay Hendra /  U. Setiadi –  D. Igah /  Faris Mawardi: 15-12 / 15-4
- Reony Mainaky /  George Thomas –  Ricky Subagja /  Wunung: 15-11 / 12-15 / 15-12
- Sawei Chanseorasmee /  Sakrapee Thongsari –  J Artana /  Chandra Berata: 15-1 / 15-5
- Cheah Soon Kit /  Ong Ewe Chye –  Ook Susanto /  Wowen: 15-1 / 15-11
- Rudy Gunawan /  Eddy Hartono –  Chow Kin Man /  Shum Man Kin: 15-3 / 15-2
- Rahman Sidek /  Soo Beng Kiang –  Denny Hartono /  Denny Kantono: 15-12 / 0-15 / 11-0
- Yudi Rushadi /  Paulus Usman –  Rosiahi /  M. Safari: 15-7 / 15-8
- Rudy Gunawan /  Dicky Purwotjugiono –  Chan Kin Ngai / -: w.o.
- Joko Mardianto /  Bambang Suprianto –  Siswanto /  Ade Sutrisna: w.o.
- Chen Hongyong /  Chen Kang –  Herry Sulistiono /  Henry Yuwono: w.o.
- Jalani Sidek /  Razif Sidek –  Surachai Makkasasithorn /  Pramote Teerawiwatana: 15-3 / 15-6
- Richard Mainaky /  Aryono Miranat –  Chan Chi Choi /  Chan Siu Kwong: 15-7 / 15-4
- Huang Zhanzhong /  Zheng Yumin –  Rudy Gunawan /  Dicky Purwotjugiono: 15-3 / 15-18 / 15-10
- Imay Hendra /  U. Setiadi –  Jan-Eric Antonsson /  Pär-Gunnar Jönsson: 15-6 / 15-12
- Reony Mainaky /  George Thomas –  Sawei Chanseorasmee /  Sakrapee Thongsari: 15-10 / 15-13
- Rudy Gunawan /  Eddy Hartono –  Cheah Soon Kit /  Ong Ewe Chye: 15-4 / 17-14
- Rahman Sidek /  Soo Beng Kiang –  Joko Mardianto /  Bambang Suprianto: 15-6 / 8-15 / 15-6
- Chen Hongyong /  Chen Kang –  Yudi Rushadi /  Paulus Usman: 15-11 / 15-5
- Jalani Sidek /  Razif Sidek –  Richard Mainaky /  Aryono Miranat: 15-10 / 18-16
- Huang Zhanzhong /  Zheng Yumin –  Imay Hendra /  U. Setiadi: 15-9 / 17-16
- Rudy Gunawan /  Eddy Hartono –  Reony Mainaky /  George Thomas: 15-6 / 15-5
- Chen Hongyong /  Chen Kang –  Rahman Sidek /  Soo Beng Kiang: 15-8 / 15-7

|  | Halbfinale | Halbfinale                  | Halbfinale | Halbfinale | Halbfinale |  |  | Finale | Finale                    | Finale | Finale | Finale |
|  |            |                             |            |            |            |  |  |        |                           |        |        |        |
|  |            |                             |            |            |            |  |  |        |                           |        |        |        |
|  |            | Jalani Sidek Razif Sidek    | 15         | 15         |            |  |  |        |                           |        |        |        |
|  |            | Huang Zhanzhong Zheng Yumin | 9          | 4          |            |  |  |        |                           |        |        |        |
|  |            |                             |            |            |            |  |  |        | Jalani Sidek Razif Sidek  | 9      | 7      |        |
|  |            |                             |            |            |            |  |  |        | Rudy Gunawan Eddy Hartono | 15     | 15     |        |
|  |            | Rudy Gunawan Eddy Hartono   | 15         | 15         |            |  |  |        |                           |        |        |        |
|  |            | Chen Hongyong Chen Kang     | 7          | 2          |            |  |  |        |                           |        |        |        |
|  |            |                             |            |            |            |  |  |        |                           |        |        |        |

### Damendoppel
- Lim Xiaoqing /  Zhou Lei –  Nunung Mudijanto /  Sri Unari Rini: 15-2 / 15-1
- Finarsih /  Eliza Nathanael –  Lim Siew Choon /  Tan Sui Hoon: 15-10 / 15-8
- Maria Bengtsson /  Astrid van der Knaap –  K. Hermini /  Fenny Natalia: 15-1 / 15-5
- Verawaty Fajrin /  Yanti Kusmiati –  Zelin Resiana /  Sherly: 15-0 / 15-6
- Titik Endang /  Emma Ermawati –  Catherine /  Wiwin Windari: 15-11 / 15-7
- Dorte Kjær /  Nettie Nielsen –  Eny Oktaviani /  Lili Tampi: 15-10 / 15-6
- Plernta Boonyarit /  Ladawan Mulasartsatorn –  Irawati Darmawan /  Lina: 18-17 / 15-6
- Ivanna Lie /  Enny Nuraini –  Lidya Djaelawijaya /  Sumiati: 15-6 / 15-1
- Lee Wai Leng /  Tan Lee Wai –  Any /  Yari: 15-0 / 15-0
- Gillian Clark /  Gillian Gowers –  Candrawati /  Tati S.: 15-0 / 15-6
- Dwi Elmyati /  Selvie Kartenegara –  Swa Cahayawati /  Asih Triani: 15-5 / 15-6
- Jaroensiri Somhasurthai /  Pornsawan Plungwech –  Silvia Anggraini /  Cindy: 15-2 / 15-4
- Roni Handayani /  Rosalina Riseu - -: w.o.
- Eline Coene /  Erica van den Heuvel –  G. Fenny /  Rima: w.o.
- Huang Hua /  Shi Xiaohui –  Amy Chan / -: w.o.
- Erma Sulistianingsih /  Rosiana Tendean –  Anneke Limpele /  Ivonne Onibala: w.o.
- Lim Xiaoqing /  Zhou Lei –  Finarsih /  Eliza Nathanael: 16-17 / 15-7 / 15-9
- Verawaty Fajrin /  Yanti Kusmiati –  Titik Endang /  Emma Ermawati: 15-4 / 15-1
- Dorte Kjær /  Nettie Nielsen –  Plernta Boonyarit /  Ladawan Mulasartsatorn: 15-7 / 15-4
- Ivanna Lie /  Enny Nuraini –  Eline Coene /  Erica van den Heuvel: 15-4 / 15-5
- Gillian Clark /  Gillian Gowers –  Lee Wai Leng /  Tan Lee Wai: 15-3 / 15-11
- Huang Hua /  Shi Xiaohui –  Dwi Elmyati /  Selvie Kartenegara: 15-11 / 10-15 / 15-10
- Erma Sulistianingsih /  Rosiana Tendean –  Jaroensiri Somhasurthai /  Pornsawan Plungwech: 15-1 / 15-1
- Maria Bengtsson /  Astrid van der Knaap –  Roni Handayani /  Rosalina Riseu: w.o.
- Maria Bengtsson /  Astrid van der Knaap –  Lim Xiaoqing /  Zhou Lei: 15-13 / 18-13
- Verawaty Fajrin /  Yanti Kusmiati –  Dorte Kjær /  Nettie Nielsen: 18-13 / 15-8
- Gillian Clark /  Gillian Gowers –  Ivanna Lie /  Enny Nuraini: 15-8 / 14-18 / 15-5
- Erma Sulistianingsih /  Rosiana Tendean –  Huang Hua /  Shi Xiaohui: 15-9 / 15-5

|  | Halbfinale | Halbfinale                           | Halbfinale | Halbfinale | Halbfinale |  |  | Finale | Finale                               | Finale | Finale | Finale |
|  |            |                                      |            |            |            |  |  |        |                                      |        |        |        |
|  |            |                                      |            |            |            |  |  |        |                                      |        |        |        |
|  |            | Maria Bengtsson Astrid van der Knaap | 1          | 9          |            |  |  |        |                                      |        |        |        |
|  |            | Verawaty Fajrin Yanti Kusmiati       | 15         | 15         |            |  |  |        |                                      |        |        |        |
|  |            |                                      |            |            |            |  |  |        | Verawaty Fajrin Yanti Kusmiati       | 7      | 9      |        |
|  |            |                                      |            |            |            |  |  |        | Rosiana Tendean Erma Sulistianingsih | 15     | 15     |        |
|  |            | Gillian Clark Gillian Gowers         | 4          | 4          |            |  |  |        |                                      |        |        |        |
|  |            | Rosiana Tendean Erma Sulistianingsih | 15         | 15         |            |  |  |        |                                      |        |        |        |
|  |            |                                      |            |            |            |  |  |        |                                      |        |        |        |

### Mixed
- Ricky Subagja /  Lilik Sudarwati –  Ali Taufik /  Tati S.: 15-0 / 15-7
- Sakrapee Thongsari /  Ladawan Mulasartsatorn –  Wowen /  Sumiati: 15-7 / 15-12
- Uwin /  Emma Ermawati –  Chan Chi Choi /  Amy Chan: 17-18 / 15-4 / 15-1
- Reony Mainaky /  Wiwin Windari –  Daniel Hartoko /  Irawati Darmawan: 15-10 / 15-12
- Pär-Gunnar Jönsson /  Gillian Clark –  Sugeng Pramono /  Any: 15-0 / 15-0
- Soo Beng Kiang /  Lim Siew Choon –  Ejv Wijanarko /  Lina: 15-0 / 15-8
- Richard Mainaky /  Yanti Kusmiati –  Rosiahi /  Yari: 15-1 / 15-4
- Vacharapan Khamthong /  Plernta Boonyarit –  Tatiek Sunarti /  Ook Susanto: 15-8 / 15-8
- Jan-Eric Antonsson /  Maria Bengtsson –  Faris Mawardi /  Cindy: 15-3 / 15-8
- Steve Baddeley /  Gillian Gowers –  Paulus Usman /  Lidya Djaelawijaya: 15-6 / 15-3
- Aryono Miranat /  Minarti Timur –  Sony Boy Tumowan /  Ivonne Onibala: w.o.
- Joko Mardianto /  Dwi Elmyati –  Chan Siu Kwong / -: w.o.
- Eddy Hartono /  Verawaty Fajrin –  Cheah Soon Kit /  Tan Sui Hoon: 15-9 / 15-4
- Ricky Subagja /  Lilik Sudarwati –  Sakrapee Thongsari /  Ladawan Mulasartsatorn: 15-7 / 15-10
- Uwin /  Emma Ermawati –  Reony Mainaky /  Wiwin Windari: 15-4 / 15-8
- Aryono Miranat /  Minarti Timur –  Pär-Gunnar Jönsson /  Gillian Clark: 15-2 / 17-15
- Richard Mainaky /  Yanti Kusmiati –  Soo Beng Kiang /  Lim Siew Choon: 15-7 / 15-1
- Jan-Eric Antonsson /  Maria Bengtsson –  Vacharapan Khamthong /  Plernta Boonyarit: 15-7 / 15-6
- Joko Mardianto /  Dwi Elmyati –  Steve Baddeley /  Gillian Gowers: 15-7 / 15-10
- Rudy Gunawan /  Rosiana Tendean –  Nunung Mudijanto /  Eliza Nathanael: 15-6 / 18-15
- Eddy Hartono /  Verawaty Fajrin –  Ricky Subagja /  Lilik Sudarwati: 15-11 / 15-7
- Aryono Miranat /  Minarti Timur –  Uwin /  Emma Ermawati: 15-8 / 15-3
- Richard Mainaky /  Yanti Kusmiati –  Jan-Eric Antonsson /  Maria Bengtsson: 8-15 / 15-10 / 15-5
- Rudy Gunawan /  Rosiana Tendean –  Joko Mardianto /  Dwi Elmyati: 15-9 / 15-13

|  | Halbfinale | Halbfinale                     | Halbfinale | Halbfinale | Halbfinale |  |  | Finale | Finale                       | Finale | Finale | Finale |
|  |            |                                |            |            |            |  |  |        |                              |        |        |        |
|  |            |                                |            |            |            |  |  |        |                              |        |        |        |
|  |            | Eddy Hartono Verawaty Fajrin   | 15         | 15         |            |  |  |        |                              |        |        |        |
|  |            | Aryono Miranat Minarti Timur   | 7          | 7          |            |  |  |        |                              |        |        |        |
|  |            |                                |            |            |            |  |  |        | Eddy Hartono Verawaty Fajrin | 15     | 15     |        |
|  |            |                                |            |            |            |  |  |        | Rudy Gunawan Rosiana Tendean | 7      | 2      |        |
|  |            | Richard Mainaky Yanti Kusmiati | 12         | 15         | 6          |  |  |        |                              |        |        |        |
|  |            | Rudy Gunawan Rosiana Tendean   | 15         | 2          | 15         |  |  |        |                              |        |        |        |
|  |            |                                |            |            |            |  |  |        |                              |        |        |        |